# Bâton Rouge (pel·lícula de 1985)
Bâton Rouge és una pel·lícula francesa del 1985 dirigida per Rachid Bouchareb. El guió neix d'una notícia autèntica a la qual s'al·ludeix al final de la pel·lícula. El títol fa referència a Memory Hotel de Mick Jagger.

## Sinopsi
En una ciutat als afores de París, Karim, Abdenour i Mozart busquen petites feines d'actor. El pare de Karim li assegura que algun dia es convertirà en algú important. Abdenour, orfe, promet al seu germà que aviat es podrà retirar del benestar social. Mozart, un saxofonista, somia amb anar a Amèrica, a Baton Rouge, Louisiana, que considera la capital de la música blues.
El somni aviat es fa realitat després que Abdenour s'enamora de Becky, una jove nord-americana, i gràcies a un dels trucs del seu amic els permet a tots aconseguir bitllets d'avió a Nova York. Les seves activitats continuen a través de l'Atlàntic.

## Repartiment
- Jacques Penot: Alain Lefebvre 'Mozart'
- Pierre-Loup Rajot : Abdenour
- Hammou Graïa: Karim
- Frédéric Wizmane: Bruno
- Katia Tchenko: Directora de DASS
- Larbi Zekkal : el pare de Karim
- Elaine Foster: Victoria Paine
- Romain Bouteille: Monsieur Temporaire
- Jacques Frantz : Gestor de menjar ràpid
- Christian Charmetant: Arquitecte
- Alexandra Steinbaum: Becky